# Сан-Бартоломе-де-Корнеха
Сан-Бартоломе-де-Корнеха (ісп. San Bartolomé de Corneja) — муніципалітет в Іспанії, у складі автономної спільноти Кастилія-і-Леон, у провінції Авіла. Населення — 65 осіб (2010).
Муніципалітет розташований на відстані близько 140 км на захід від Мадрида, 60 км на захід від Авіли.
На території муніципалітету розташовані такі населені пункти: (дані про населення за 2010 рік)
- Паласіос-де-Корнеха: 32 особи
- Сан-Бартоломе-де-Корнеха: 33 особи

## Демографія
Динаміка населення (INE ):